# Xã Verdigris, Quận Holt, Nebraska
Xã Verdigris (tiếng Anh: Verdigris Township) là một xã thuộc quận Holt, tiểu bang Nebraska, Hoa Kỳ. Năm 2010, dân số của xã này là 307 người.